# Pandanus juliferus
Pandanus juliferus är en enhjärtbladig växtart som beskrevs av Ugolino Martelli. Pandanus juliferus ingår i släktet Pandanus och familjen Pandanaceae. Inga underarter finns listade.